# Albert Bessemans
Joseph-François-Antoine-Albert Bessemans (Sint-Truiden, 16 februari 1888 – Oostende, 18 maart 1973) was een Belgische geneeskundige en rector aan de Universiteit Gent.

## Levensloop
Bessemans doorliep in Sint-Truiden aan het college zijn middelbare studies. Zijn hogere studies deed hij aan de Katholieke Universiteit Leuven. Daar behaalde hij in 1912 het diploma van doctor in de geneeskunde, heelkunde en vroedkunde. Tijdens zijn studies was hij ook assistent bij het Instituut voor Bacteriologie aan de Leuvense universiteit. In 1913 volgde de benoeming tot Inspecteur van Hygiëne voor de provincie Limburg. Op datzelfde moment werd hij ook directeur van de Provinciale Bacteriologische Ontledingsdienst van diezelfde provincie. Tijdens de Eerste Wereldoorlog was hij als arts actief en behaalde hij zeven frontstrepen. In 1922 werd hij benoemd tot Hoofdinspecteur voor Hygiëne te Brussel, waar hij in 1926 ook de eretitel van kreeg.
In 1924 werd Albert Bessemans benoemd tot docent aan de faculteit geneeskunde te Gent. Daar werd hij belast met de leiding van het laboratorium voor hygiëne en bacteriologie en daarnaast met de cursussen Openbare en private gezondheidsleer en Bacteriologie. In de faculteit wetenschappen kreeg hij verder ook nog de cursus Theoretische en toegepaste microbenleer.
In 1926 werd Bessemans tot gewoon hoogleraar bevorderd. Later, van 1933 tot 1936, kreeg hij de functie van rector van de Universiteit Gent toegewezen. In 1938 zou hij ook optreden als plaatsvervangend rector. Daarna kreeg hij ook cursussen toegewezen aan de School voor Criminologie en het Centrum voor Biochemie.
In 1953 verkreeg Albert Bessemans de titel van ererector van de Universiteit Gent en een jaar later ging hij met emeritaat.

## Wetenschappelijke verenigingen en tijdschriften
Bessemans was corresponderend lid van de Académie royale de médecine de Belgique vanaf 1933 en lid vanaf 1959. Daarnaast was hij ook lid van de Société Belge de Biologie (1921), de Société Scientifique de Bruxelles (1922), de Société Belge de Médicine Tropicale (1951) en verscheidene andere groeperingen. Buiten deze genootschappen was hij ook nog lid van verscheidene buitenlandse verenigingen en academies. Hij kreeg ook verscheidene huldigingen aan buitenlandse universiteiten waaronder Straatsburg, Rijsel en Lyon. Bessemans was ook lid van de redactie van verscheidene wetenschappelijke bladen, waaronder de tijdschriften Revue Belge des Sciences Médicales, Geneeskundige bladen uit België, Parasitica en dergelijke meer.

## Maatschappelijke emancipatie en publiek optreden
Albert Bessemans was sociaal geëngageerd. Zo was hij onder meer lid van de Hoge Gezondheidsraad, zat hij in het geneeskundig comité van het Rood Kruis in Brussel, in het comité voor openbare gezondheid van Oost-Vlaanderen, in de Raad van Beheer van het Nationaal werk ter bestrijding van longtuberculose.
Bessemans hield in zijn leven een groot aantal voordrachten en radiolezingen over wetenschappelijke zaken en zijn eigen onderzoek. Hij deed ook onderzoek naar paranormale verschijnselen, waarvoor hij in 1948 het diploma van Maître-magicien de l'Ordre français des illusionistes kreeg.
In 1945 was hij een vande weinige Vlaamse sympathisanten van de efemere UDB-partij.